# Andrei Tereshin
Andrei Tereshin (Rusia, 15 de diciembre de 1982) es un atleta ruso especializado en la prueba de salto de altura, en la que consiguió ser subcampeón mundial en pista cubierta en 2006.

## Carrera deportiva
En el Campeonato Mundial de Atletismo en Pista Cubierta de 2006 ganó la medalla de plata en el salto de altura, con un salto por encima de 2.35 metros, siendo superado por su paisano el también ruso Yaroslav Rybakov (oro con 2.37 metros) y por delante del sueco Linus Thörnblad (bronce con 2.33 metros).